# Atmospheric drum and bass
Atmospheric drum and bass är en stil inom drum and bass som använder sig av "djupa" synthljud; avslappnande delen av DnB. Musiken är "atmosfärisk" och bygger väldigt mycket på harmoniska melodier. LTJ Bukems skivbolag Good looking är ett av de första bolagen inom denna genre. Stilen var stor under slutet av 90-talet men ebbade ut i början av 2000-talet. Den har gjort en liten comeback med hjälp av artister som Seba och Paradox under senaste två åren.